# Coupe Gossage
 (août 2017).
Si vous disposez d'ouvrages ou d'articles de référence ou si vous connaissez des sites web de qualité traitant du thème abordé ici, merci de compléter l'article en donnant les références utiles à sa vérifiabilité et en les liant à la section « Notes et références ».
La Coupe Gossage est une compétition de football et le premier tournoi se déroulant en Afrique. Créée en 1926, le Challenge d'Afrique orientale et centrale la remplace en 1967, puis la Coupe CECAFA des nations à partir de 1974. L'entreprise fondée par le fabricant de savon William Gossage parraine cet événement, donnant son nom à la coupe.
De 1926 à 1944 seuls le Kenya et l'Ouganda participent (tous deux colonies britanniques jusqu'aux années 1960), puis le Tanganyika entre dans le tournoi et à partir de 1947, l'île de Zanzibar.

## Participants
- Kenya
- Ouganda
- Tanganyika (Tanzanie à partir de 1964)
- Zanzibar

## Palmarès
| Année | No                 | Vainqueur          | Finaliste          | 3e place           | 3e place           |                    |
| ----- | ------------------ | ------------------ | ------------------ | ------------------ | ------------------ | ------------------ |
| 1926  | 1er                | Kenya              | Ouganda            |                    |                    |                    |
| 1927  | Pas de compétition | Pas de compétition | Pas de compétition | Pas de compétition | Pas de compétition | Pas de compétition |
| 1928  | 2e                 | Ouganda            | Kenya              |                    |                    |                    |
| 1929  | 3e                 | Ouganda            | Kenya              |                    |                    |                    |
| 1930  | 4e                 | Ouganda            | Kenya              |                    |                    |                    |
| 1931  | 5e                 | Kenya              | Ouganda            |                    |                    |                    |
| 1932  | 6e                 | Ouganda            | Kenya              |                    |                    |                    |
| 1933  | Pas de compétition | Pas de compétition | Pas de compétition | Pas de compétition | Pas de compétition | Pas de compétition |
| 1934  | Pas de compétition | Pas de compétition | Pas de compétition | Pas de compétition | Pas de compétition | Pas de compétition |
| 1935  | 7e                 | Ouganda            | Kenya              |                    |                    |                    |
| 1936  | 8e                 | Ouganda            | Kenya              |                    |                    |                    |
| 1937  | 9e                 | Ouganda            | Kenya              |                    |                    |                    |
| 1938  | 10e                | Ouganda            | Kenya              |                    |                    |                    |
| 1939  | 11e                | Ouganda            | Kenya              |                    |                    |                    |
| 1940  | 12e                | Ouganda            | Kenya              |                    |                    |                    |
| 1941  | 13e                | Kenya              | Ouganda            |                    |                    |                    |
| 1942  | 14e                | Kenya              | Ouganda            |                    |                    |                    |
| 1943  | 15e                | Ouganda            | Kenya              |                    |                    |                    |
| 1944  | 16e                | Kenya              | Ouganda            |                    |                    |                    |
| 1945  | 17e                | Ouganda            | Kenya              | Tanganyika         |                    |                    |
| 1946  | 18e                | Kenya              | Ouganda            | Tanganyika         |                    |                    |
| 1947  | 19e                | Ouganda            | Tanganyika         | Kenya              | Zanzibar           |                    |
| 1948  | 20e                | Ouganda            | Kenya              | Tanganyika         | Zanzibar           |                    |
| 1949  | 21e                | Tanganyika         | Kenya              | Ouganda            | Zanzibar           |                    |
| 1950  | 22e                | Tanganyika         | Kenya              | Ouganda            | Zanzibar           |                    |
| 1951  | 23e                | Tanganyika         | Kenya              | Ouganda            | Zanzibar           |                    |
| 1952  | 24e                | Ouganda            | Kenya              | Tanganyika         | Zanzibar           |                    |
| 1953  | 25e                | Kenya              | Ouganda            | Tanganyika         | Zanzibar           |                    |
| 1954  | 26e                | Ouganda            | Kenya              | Tanganyika         | Zanzibar           |                    |
| 1955  | 27e                | Ouganda            | Tanganyika         | Kenya              | Zanzibar           |                    |
| 1956  | 28e                | Ouganda            | Kenya              | Tanganyika         | Zanzibar           |                    |
| 1957  | 29e                | Ouganda            | Kenya              | Tanganyika         | Zanzibar           |                    |
| 1958  | 30e                | Kenya              | Ouganda            | Tanganyika         | Zanzibar           |                    |
| 1959  | 31e                | Kenya              | Zanzibar           | Ouganda            | Tanganyika         |                    |
| 1960  | 32e                | Kenya Ouganda      | -                  | Tanganyika         | Zanzibar           |                    |
| Année | No                 | Vainqueur          | Finaliste          | 3e place           | 4e place           |                    |
| 1961  | 33e                | Kenya              | Ouganda            | Zanzibar           | Tanganyika         |                    |
| 1962  | 34e                | Ouganda            | Kenya              | Tanganyika         | Zanzibar           |                    |
| 1963  | 35e                | Ouganda            | Kenya              | Tanganyika         | Zanzibar           |                    |
| 1964  | 36e                | Tanzanie           | Kenya              | Ouganda            | Zanzibar           |                    |
| 1965  | 37e                | Tanzanie           | Ouganda            | Kenya              | Zanzibar           |                    |
| 1966  | 38e                | Kenya              | Ouganda            | Tanzanie           | Zanzibar           |                    |

## Bilan par pays
| Rang | Équipe   | Champions | Deuxième | Troisième | Quatrième |
| ---- | -------- | --------- | -------- | --------- | --------- |
| 1    | Ouganda  | 22        | 11       | 5         | 0         |
| 2    | Kenya    | 12        | 23       | 3         | 0         |
| 3    | Tanzanie | 5         | 2        | 13        | 1         |
| 3    | Zanzibar | 0         | 1        | 14        | 5         |